# Erich Bock
Erich Bock (26. října 1913 Brno – 3. července 2007 Düsseldorf) byl český a německý lékař.

## Biografie
Erich Bock se narodil v roce 1913 v Brně, jeho otcem byl řezník Leopold Bock a matkou byla žena v domácnosti Adele Bocková, Erich Bock v roce 1932 odmaturoval na reálném gymnáziu v Brně a mezi lety 1932 a 1938 vystudoval Lékařskou fakultu Masarykovy univerzity v Brně, následně byl nucen nastoupit na pomocné zemědělské práce na statek v Brně-Medlánkách a následně také pracoval v brněnské cementárně. V roce 1944 měl nastoupit na transport do koncentračního tábora, ale skryl se nedaleko Nového Města na Moravě a tak unikl odsunu. Oba jeho rodiče se stali oběťmi holokaustu.
Po druhé světové válce nastoupil on i jeho manželka Valerie na neurologické oddělení Fakultní nemocnice u sv. Anny na pozici lékařů, tam působili do roku 1954, kdy se odstěhovali do Třebíče, kde získal Erich Bock místo primáře v místní nemocnici. Tam pracoval až do své emigrace v roce 1964, po přestěhování se do Německa nastoupil na pozici lékaře v nemocnici v Gailingenu. Od roku 1968 s manželkou pracovali ve vlastní ordinaci v Düsseldorfu, do důchodu odešel po roce 1980.
Spolu s manželkou se věnovali publikacím v oboru neurologie.